# Kanurennsport-Weltmeisterschaften 1983
Die 18. Kanurennsport-Weltmeisterschaften fanden 1983 im finnischen Tampere statt.
An vier Wettkampftagen wurden Medaillen in 18 Disziplinen des Kanurennsports vergeben: Einer-Kajak (K1), Zweier-Kajak (K2) und Vierer-Kajak (K4) sowie im Einer-Canadier (C1) und Zweier-Canadier (C2) bei den Männern, jeweils über 500, 1000 und 10.000 Meter. Bei den Frauen ging es im K1, K2 und K4 über 500 Meter.
Das Team der DDR errang sieben Weltmeistertitel. Mit Birgit Fischer, die drei Titel gewann, stellte man auch die erfolgreichste Athletin.

## Medaillengewinner

### Männer

#### Canadier
| Disziplin    | Gold                                    | Zeit | Silber                                         | Zeit | Bronze                                    | Zeit |
| ------------ | --------------------------------------- | ---- | ---------------------------------------------- | ---- | ----------------------------------------- | ---- |
| 500 m C-1    | Rumänien Costică Olaru                  |      | DDR Ulrich Papke                               |      | Sowjetunion Anatoli Wolkow                |      |
| 500 m C-2    | Jugoslawien Matija Ljubek Mirko Nišović |      | Sowjetunion Ivans Klementjevs Sergej Ossadzhiy |      | Rumänien Dumitru Bețiu Flodor Gurei       |      |
| 1000 m C-1   | Sowjetunion Wassily Beresa              |      | Rumänien Costică Olaru                         |      | Tschechoslowakei Jiří Vrdlovec            |      |
| 1000 m C-2   | Rumänien Ivan Patzaichin Toma Simionov  |      | DDR Olaf Heukrodt Alexander Schuck             |      | Jugoslawien Matija Ljubek Mirko Nišović   |      |
| 10.000 m C-1 | Tschechoslowakei Jiří Vrdlovec          |      | Rumänien Gheorghe Titu                         |      | Ungarn Tamás Wichmann                     |      |
| 10.000 m C-2 | Ungarn Tamás Buday István Vaskuti       |      | Rumänien Ivan Patzaichin Toma Simionov         |      | Sowjetunion Serhij Petrenko Juri Laptikow |      |

#### Kajak
| Disziplin    | Gold                                                                                  | Zeit | Silber                                                                           | Zeit | Bronze                                                                               | Zeit |
| ------------ | ------------------------------------------------------------------------------------- | ---- | -------------------------------------------------------------------------------- | ---- | ------------------------------------------------------------------------------------ | ---- |
| 500 m K-1    | Sowjetunion Uladsimir Parfjanowitsch                                                  |      | Neuseeland Ian Ferguson                                                          |      | DDR Andreas Stähle                                                                   |      |
| 500 m K-2    | DDR Frank Fischer André Wohllebe                                                      |      | Sowjetunion Uladsimir Parfjanowitsch Sergei Superata                             |      | Kanada Hugh Fisher Alwyn Morris                                                      |      |
| 500 m K-4    | DDR Andreas Stähle Peter Hempel Harald Marg Rüdiger Helm                              |      | Sowjetunion Serhij Kolokolow Sergei Tschuchrai Artūras Vieta Alexander Wodowatow |      | Ungarn István Imai Attila Csaszar Zoltán Lőrinczy András Rajna                       |      |
| 1000 m K-1   | DDR Rüdiger Helm                                                                      |      | Sowjetunion Artūras Vieta                                                        |      | Neuseeland Alan Thompson                                                             |      |
| 1000 m K-2   | DDR Frank Fischer André Wohllebe                                                      |      | Sowjetunion Uladsimir Parfjanowitsch Sergei Superata                             |      | Österreich Werner Bachmeyer Wolfgang Hartl                                           |      |
| 1000 m K-4   | Rumänien Ionel Constantin Nicolae Feodosei Ionel Lețcae Angelin Velea                 |      | DDR Andreas Stähle Peter Hempel Rüdiger Helm Harald Marg                         |      | Sowjetunion Serhij Kolokolow Sergei Tschuchrai Artūras Vieta Alexander Wodowatow     |      |
| 10.000 m K-1 | Norwegen Einar Rasmussen                                                              |      | Jugoslawien Milan Janić                                                          |      | Niederlande Rick Daman                                                               |      |
| 10.000 m K-2 | Vereinigtes Königreich Stephen Jackson Alain Williams                                 |      | Ungarn István Szabó István Tóth                                                  |      | Schweden Bengt Andersson Karl Sundqvist                                              |      |
| 10.000 m K-4 | Sowjetunion Mikalaj Astapkowitsch Alexander Awdejew Mykola Baranow Alexander Jermilow |      | Norwegen Harald Amudsen Geir Kvillum Lars Ivar Gran Arne Sletsjøe                |      | Polen Ireneusz Ciurzyński Andrzej Klimaszewski Ryszard Oborski Krzysztof Szczepański |      |

### Frauen

#### Kajak
| Disziplin | Gold                                                        | Zeit | Silber                                                                             | Zeit | Bronze                                                                | Zeit |
| --------- | ----------------------------------------------------------- | ---- | ---------------------------------------------------------------------------------- | ---- | --------------------------------------------------------------------- | ---- |
| 500 m K-1 | DDR Birgit Fischer                                          |      | Bulgarien Wanja Geschewa                                                           |      | Rumänien Maria Ștefan                                                 |      |
| 500 m K-2 | DDR Birgit Fischer Carsta Kühn                              |      | Ungarn Katalin Povázsán Erika Géczi                                                |      | Schweden Agneta Andersson Susanne Wiberg                              |      |
| 500 m K-4 | DDR Birgit Fischer Carsta Kühn Ramona Walther Kathrin Giese |      | Sowjetunion Inna Schipulina Nelli Korbukowa Natalja Kalaschnikowa Galina Alexejewa |      | Rumänien Tecla Marinescu Agafia Burhaev Nastasia Ionescu Maria Ștefan |      |

## Medaillenspiegel
| Rang   | Nation                 | Gold | Silber | Bronze | Gesamt |
| ------ | ---------------------- | ---- | ------ | ------ | ------ |
| 1      | DDR                    | 7    | 3      | 1      | 11     |
| 2      | Sowjetunion            | 3    | 6      | 3      | 12     |
| 3      | Rumänien               | 3    | 3      | 3      | 9      |
| 4      | Ungarn                 | 1    | 2      | 2      | 5      |
| 5      | Jugoslawien            | 1    | 1      | 1      | 3      |
| 6      | Norwegen               | 1    | 1      | –      | 2      |
| 7      | Tschechoslowakei       | 1    | –      | 1      | 2      |
| 8      | Vereinigtes Königreich | 1    | –      | –      | 1      |
| 9      | Neuseeland             | –    | 1      | 1      | 2      |
| 10     | Bulgarien              | –    | 1      | –      | 1      |
| 11     | Schweden               | –    | –      | 2      | 2      |
| 12     | Österreich             | –    | –      | 1      | 1      |
| 12     | Kanada                 | –    | –      | 1      | 1      |
| 12     | Niederlande            | –    | –      | 1      | 1      |
| 12     | Polen                  | –    | –      | 1      | 1      |
| Gesamt | Gesamt                 | 18   | 18     | 18     | 54     |